# Pompeianos
Pompeianos ou Pompeanos era uma das duas facções que lutaram na Segunda Guerra Civil da República Romana entre 49 e 45 a.C.. Este grupo era composto pela maior parte dos senadores romanos e seus membros defendiam a legalidade da república frente à ameaça de tirania representada por Júlio César e o grupo dos cesarianos. A maior parte de seus membros eram optimates, incluindo Pompeu, Catão, o Jovem, Cícero e Metelo Cipião.
Como indica o nome, seu primeiro líder foi Pompeu. Depois de sua morte no Egito ptolemaico, a liderança passou para Catão, que morreu em Útica, e depois para os filhos de Pompeu, Pompeu, o Jovem, e Sexto Pompeu, que foram definitivamente derrotados na Batalha de Munda em 45 a.C..